# Championnats d'Océanie d'escalade
Les Championnats d'Océanie d'escalade sont une compétition d'escalade sportive où s'affrontent les représentants des pays d'Océanie dans le cadre d’un certain nombre d’épreuves, organisée par la Fédération internationale d'escalade. 

## Éditions
| Année | Lieu           | Notes |
| ----- | -------------- | ----- |
| 2006  | Wanaka         | [ 1 ] |
| 2008  | Rotorua        | [ 2 ] |
| 2009  | Port Macquarie | [ 3 ] |
| 2010  | Auckland       | [ 4 ] |
| 2013  | Nouméa         | [ 5 ] |
| 2016  | Sydney         | [ 6 ] |
| 2017  | Nouméa         | [ 7 ] |
| 2020  | Sydney         | [ 8 ] |